# Austroasca lepidolophae
Austroasca lepidolophae är en insektsart som först beskrevs av Mitjaev 1963.  Austroasca lepidolophae ingår i släktet Austroasca och familjen dvärgstritar. Inga underarter finns listade i Catalogue of Life.